# Бегларян, Манвел Карапетович
Манвел Карапетович Бегларян (арм. Մանվել Կարապետի Բեգլարյա, 30 ноября 1922, Тифлис — 19 ноября 2002, Ереван) — армянский советский композитор, дирижёр, педагог. Заслуженный деятель искусств Армянской ССР (1982).

## Биография
С 1931 года жил в Ереване. Учился в музыкальном училище имени Романоса Меликяна. В 1951 году окончил скрипичное отделение Ереванской государственной консерватории имени Комитаса (руководитель Г. Богданян), а в 1959 году — творческое отделение (руководитель Эдвард Мирзоян).
25 лет был одним из скрипачей Симфонического оркестра филармонии, затем дирижировал инструментальной партией Ансамбля песни и пляски имени Татула Алтуняна. В 1974—1995 годах был художественным руководителем и главным дирижером Ансамбля народных инструментов имени Арама Мерангуляна Государственного комитета телевидения и радио Армении, исполнил и записал более 1000 песен и инструментальных композиций. Под его руководством ансамбль дал концерты в Москве, во всех регионах Армении, других закавказских республиках, Франции, США, Канаде, Сирии, Алжире, Австралии, Индии и других странах. С 1981 года преподавал в Ереванской консерватории (с 1999 года — профессор). Составил ряд учебных пособий, написал симфонические и камерные произведения, песни на слова армянских поэтов.

## Память

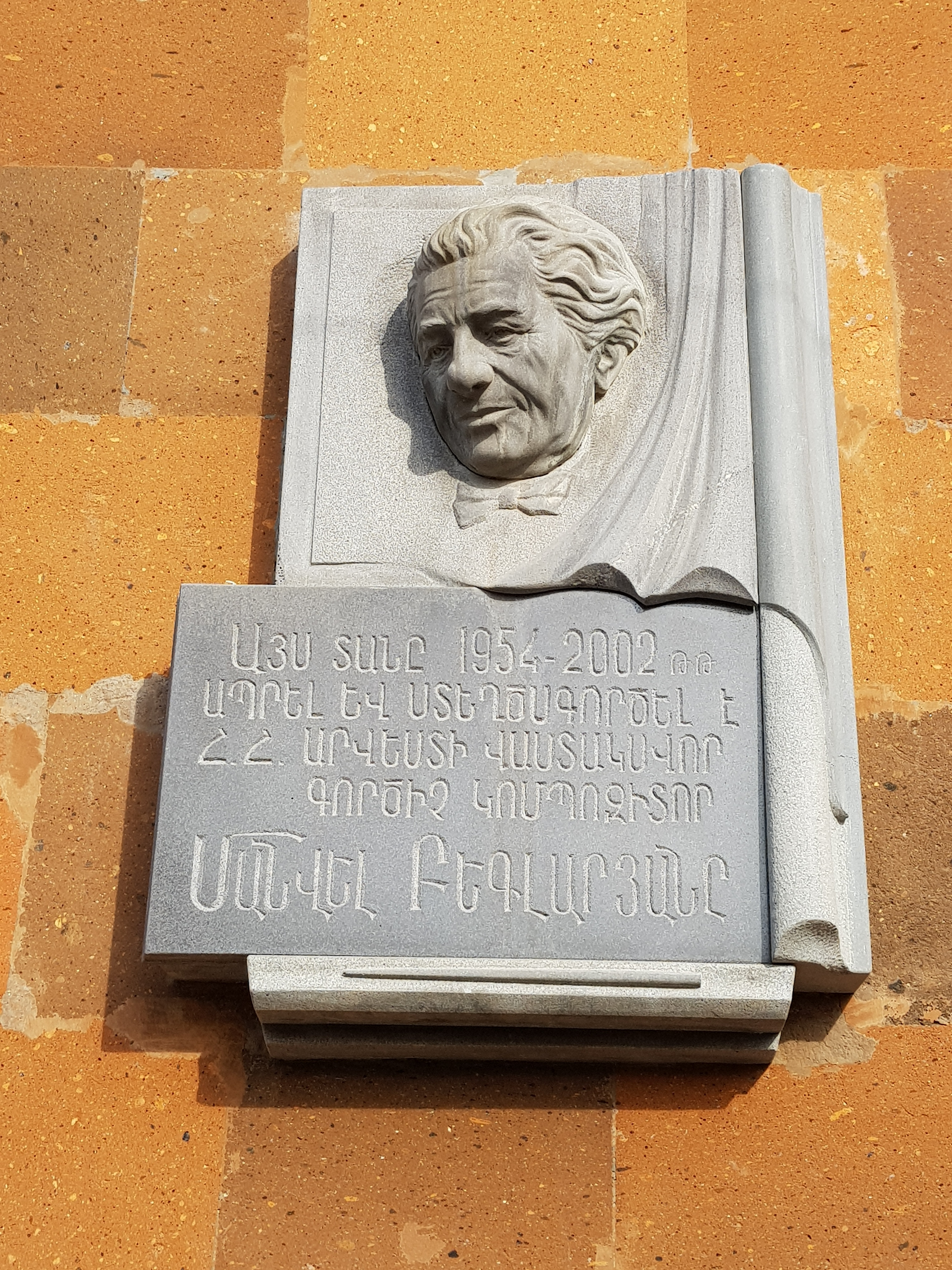
Мемориальная доска в Ереване

Мемориальная доска в Ереване, улица Лер Камсара.